# 宝应县
宝应县，简称宝，是扬州市代管的一个县，位于中国江苏省中北部的里下河腹地，东接建湖、盐城、兴化，南连高邮，西与金湖、洪泽隔宝应湖、白马湖相望，北和淮安毗邻。县域东西长55.7公里，南北宽47.4公里，区域总面积为1467.48平方公里。京杭大运河纵贯宝应县南北。縣政府駐安宜鎮寶應大道88號。
宝应县是国家南水北调东线工程的源头地，全国首家有机食品基地示范县、首批平原绿化先进县、首批生态示范区、中国荷藕之乡、中国慈姑之乡。同时也是国家生态县、国家园林县城、国家卫生县城，江苏省文明城市、省级社会治安安全县。京杭大运河宝应段入选世界遗产名录。
2020年，宝应县地区生产总值763.04亿元，比上年增长3.6%。其中：第一产业增加值84.37亿元，第二产业增加值357.27亿元，第三产业增加值321.40亿元，增长5.3%，三次产业增加值比例为11.1:46.8:42.1。

## 历史
宝应于秦朝时期建县，始名东阳县、平安县、安宜县、山阳县，距今已经有2200多年的历史。
东汉后期因兵灾及自然灾害废县。其地三国初期属曹魏，后被孙吴占领。晋灭吴后，复置东阳县、射阳县；东阳县隶属临淮郡，射阳县隶属广陵郡。
隋朝初年，县境统一为安宜县。唐肃宗上元三年四月十六日（762年5月14日）因女尼姑真如于安宜縣境内获八寶，并献于唐肅宗，唐肅宗取胜宝应真之意，遂改年號为宝应，同時改县名为宝应。

## 行政区划
宝应县下辖14个镇和1个省级经济开发区：
安宜镇、氾水镇、夏集镇、柳堡镇、射阳湖镇、广洋湖镇、鲁垛镇、小官庄镇、望直港镇、曹甸镇、西安丰镇、山阳镇、黄塍镇、泾河镇和江苏宝应经济开发区。

## 人口
2021年，寶應縣户籍人口85.90萬人，比上年下降1.29%。按性別分，男性43.52萬人、女性42.38萬人。
2020初：全县户籍人口87.97万人，按性别分，男性44.59万人、女性43.38万人。

## 交通

### 铁路
- 连淮扬镇铁路：宝应站

### 公路
- 京沪高速
- 233国道（原 237省道、 203省道）
- 344国道
- 331省道

## 教育

### 高中
- 江苏省宝应中学
- 宝应县安宜高级中学
- 宝应县宝楠学校（原宝应县宝楠国际学校）
- 宝应县画川高级中学
- 宝应县氾水高级中学
- 宝应县曹甸高级中学

### 初中

#### 城区
- 宝应县实验初级中学
- 宝应县开发区国际学校
- 宝应县宝楠学校（原宝应县宝楠国际学校）
- 宝应县安宜实验学校
- 宝应县城北初级中学
- 宝应县安宜初级中学
- 宝应县泰山实验学校（原宝应县泰山初级中学）

#### 乡镇
- 宝应县黄塍镇中心初级中学
- 宝应县柳堡镇中心初级中学
- 宝应县山阳镇中心初级中学
- 宝应县夏集镇中心初级中学
- 宝应县泾河镇中心初级中学
- 宝应县鲁垛镇中心初级中学
- 宝应县曹甸镇中心初级中学
- 宝应县氾水镇中心初级中学
- 宝应县西安丰镇中心初级中学
- 宝应县望直港镇中心初级中学
- 宝应县广洋湖镇中心初级中学
- 宝应县小官庄镇中心初级中学
- 宝应县射阳湖镇中心初级中学
- 宝应县安宜镇中港初级中学
- 宝应县安宜镇沿河初级中学
- 宝应县山阳镇长沟初级中学
- 宝应县射阳湖镇天平初级中学
- 宝应县射阳湖镇天平初级中学
- 宝应县射阳湖镇水泗初级中学
- 宝应县柳堡镇芦村初级中学
- 宝应县夏集镇子婴初级中学
- 宝应县夏集镇郭桥初级中学
- 宝应县汜水镇韦镇初级中学
- 宝应县曹甸镇下舍初级中学
- 宝应县泾河镇黄浦初级中学

## 景点

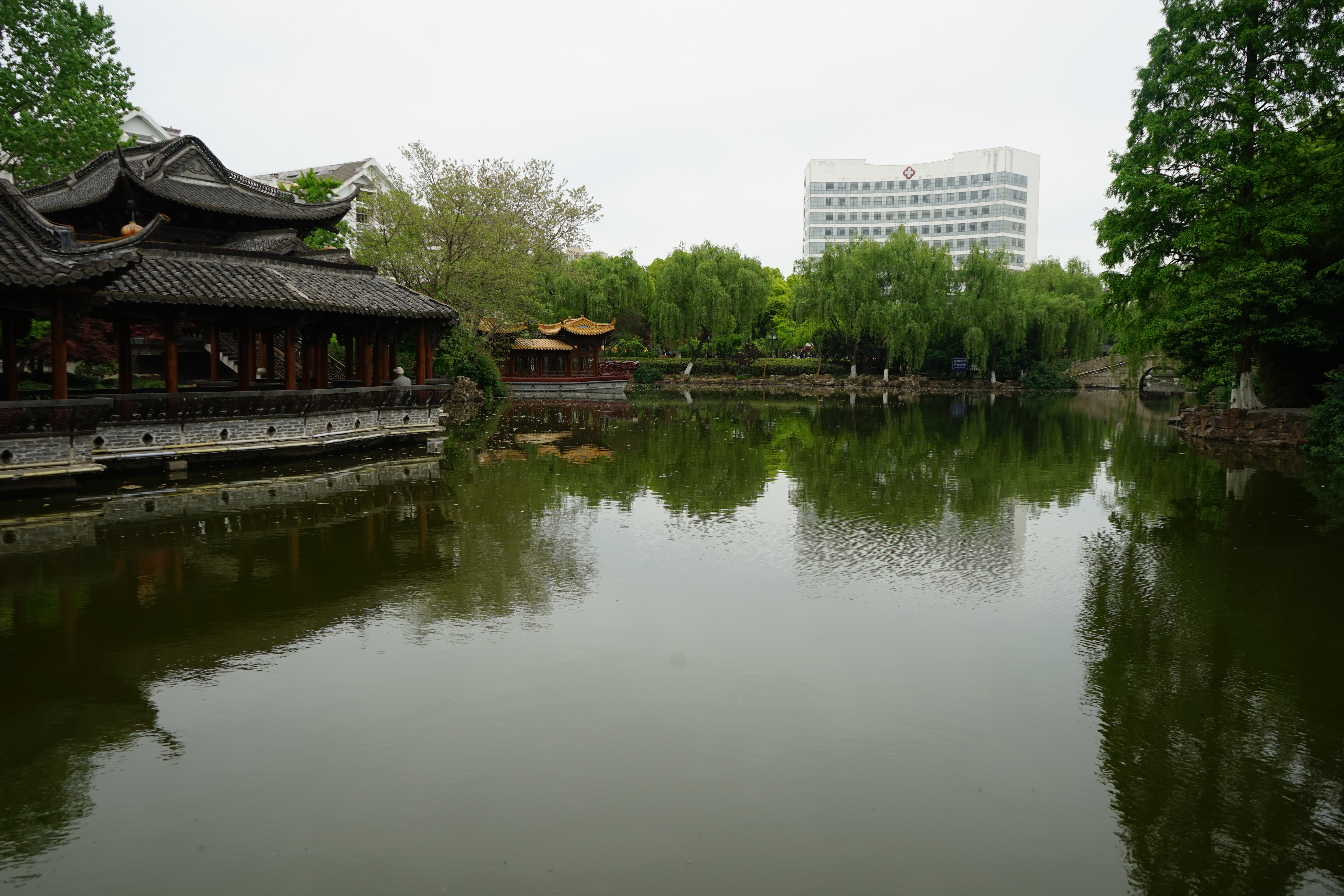
纵棹园

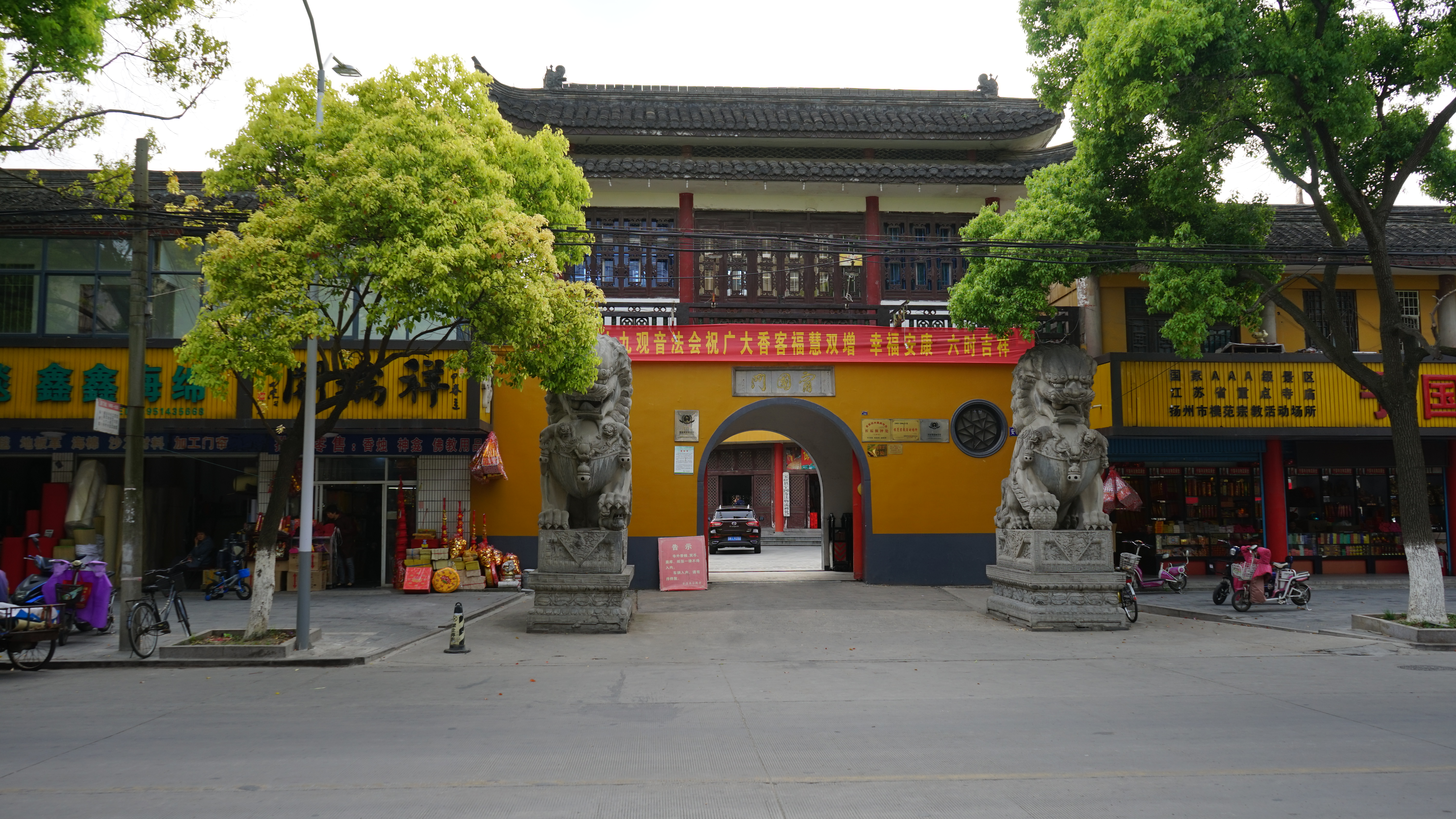
宝应宁国寺

- 荷园
- 纵棹园
- 学宫
- 南水北调宝应站
- “九里一千墩”汉墓群
- 周恩来少年读书处
- 正润生态园
- 宁国寺

## 荣誉
- 国家首批生态示范区
- 全国农业品牌示范县
- 全国平原绿化先进县
- 江苏省园林城市
- 江苏省卫生城市

## 特产
宝应荷（莲）藕、宝应湖西岛有机大米、糙米：中国地理标志产品。